# Pseudeusemia klossi
Pseudeusemia klossi là một loài bướm đêm trong họ Geometridae.